# Imekanu

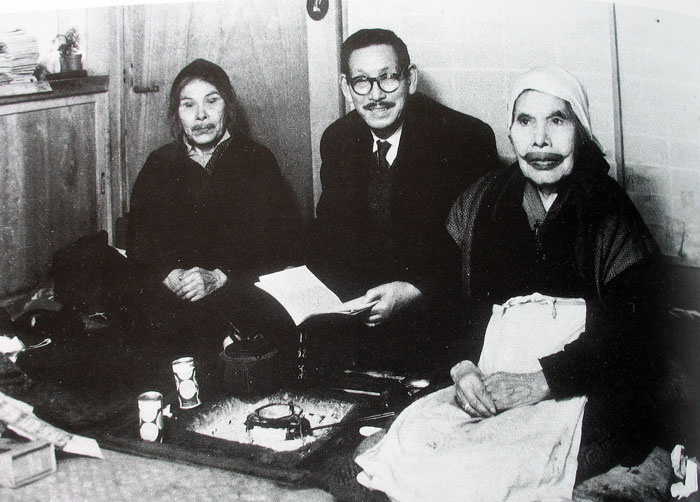
Imekanu, à esquerda, com Kindaichi Kyōsuke e outra mulher ainu.

Imekanu (イメカヌ), também conhecida pelo seu nome japonês Matsu Kannari (金成 マツ, Kannari Matsu), foi uma ainu missionária cristã e poeta. Juntamente com sua sobrinha Yukie Chiri escreveu e preservou numerosos yukar que aprendeu com sua mãe, Monashinouku Kannari.

## A vida e o trabalho
Imekanu pertencia a uma família ainu de Horobetsu, em Iburi, uma subprefeitura de Hokkaido (Japão). Sua mãe, Monashinouku Kannari, era uma contadora experiente de contos ainus, mas conhecia pouquíssimo da língua japonesa. Imekanu e sua irmã, Chiri Nami, eram cristãs e estudaram na escola Airin Gakko, em Hakodate. Imekanu se tornou missionária leiga e trabalhou por muitos anos para a Igreja Episcopal, sob a supervisão do missionário John Batchelor, conhecido por suas publicações a respeito da cultura e língua ainu. Em 1918, Batchelor apresentou Imekanu para Kyōsuke Kindaichi, o mais proeminente estudioso japonês nesse campo.
Depois de se aposentar do trabalho missionário em 1926, Imekanu começou a escrever yukar (épicos da tradição ainu) que eram conhecidos por ela. Esses textos, no dialeto horobetsu da língua ainu, atingiram mais de 20 000 páginas em 124 volumes. 72 desses volumes foram destinados para Kindaichi e 52 desses volumes para o sobrinho de Imekanu, Mashiho Chiri, um pesquisador especializando-se na língua ainu. Kindaichi publicou sete volumes da coleção dos épicos de Imekanu, com sua própria tradução para japonês, no período de 1959–1966.

## Família

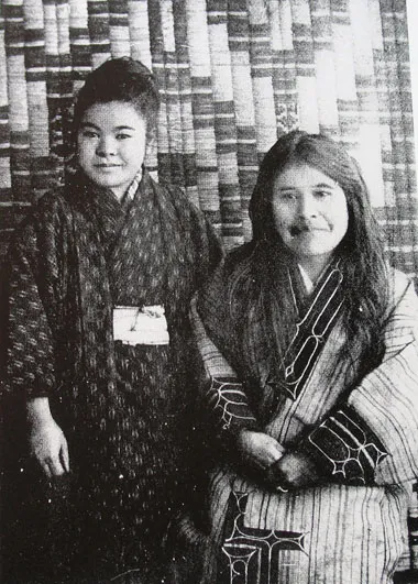
Uma foto de Imekanu, à direita, com sua sobrinha Yukie Chiri.

Yukie Chiri, sobrinha de Imekanu e filha de Nami Chiri, cresceu com Monashinouku e Imekanu e aprendeu muito da literatura ainu com elas. Yukie Chiri transcreveu treze yukar dessa tradição, traduziu-os para o japonês e preparou uma edição bilíngue, publicada em 1923. Essa foi a primeira publicação de tradições ainus por um autor ainu. Três desses yukar apareceram mais tarde traduzidos para inglês, junto a obras de outros autores, no livro Songs of Gods, Songs of Humans (Canções de deuses, canções de humanos) (1979), de Donald L. Filipos.